# 1,1-Dimethyl-3-phenylpropylacetat
1,1-Dimethyl-3-phenylpropylacetat ist eine organische Verbindung aus der Gruppe der Carbonsäureester. Sie leitet sich von 1,1-Dimethyl-3-phenylpropanol und Essigsäure ab.

## Herstellung
1,1-Dimethyl-3-phenylpropylacetat kann durch Veresterung von 1,1-Dimethyl-3-phenylpropanol mit Essigsäure oder Acetanhydrid hergestellt werden.

## Eigenschaften
1,1-Dimethyl-3-phenylpropylacetat ist eine farblose Flüssigkeit mit blumigem Geruch.

## Verwendung
1,1-Dimethyl-3-phenylpropylacetat wird als Duftstoff in Kosmetika und Reinigungsmitteln verwendet. Gemäß einem Bericht aus dem Jahr 2012 lag die weltweite Verwendung damals noch in der Größenordnung von 1 bis 10 Tonnen pro Jahr. Die Verwendungsmenge hat seitdem jedoch abgenommen und liegt inzwischen in der Größenordnung von 100 bis 1000 Kilogramm pro Jahr. 1,1-Dimethyl-3-phenylpropylacetat ist in der EU unter der FL-Nummer 09.029 als Aromastoff für Lebensmittel zugelassen.